# 絲米
絲米符號：，是一個長度單位。1絲米等於1米的一萬分之一。現今這個長度單位已較少使用。

## 换算关系
- 100 000 000 皮米（pm）= 1絲米
- 100 000 纳米（nm）= 1絲米
- 100 微米（µm）= 1絲米
- 0.01 厘米（cm）= 1絲米
- 0.001 分米（dm）= 1絲米
- 0.000 1 （m）= 1絲米
- 0.000 000 1 公里（km）= 1絲米
- 日常可使用絲米的長度距離：
  - 卡紙厚度是 1 dmm 至 5 dmm 。
  - 一般考試畫線條的長度誤差不大於 10 dmm 都當正確 。